# Fermín Uriarte
Pour les articles homonymes, voir Uriarte.
Fermín Uriarte (né en 1902 à Montevideo en Uruguay et mort le 18 décembre 1972) est un footballeur international uruguayen, qui évoluait au poste de défenseur.

## Biographie

### Carrière en sélection
Avec l'équipe d'Uruguay, il joue 13 matchs (pour aucun but inscrit) entre 1921 et 1925. 
Il figure dans le groupe des sélectionnés lors des championnats sud-américains de 1923 et de 1924. La sélection uruguayenne remporte ces deux compétitions.
Il participe également aux Jeux olympiques de 1924 organisés à Paris. L'Uruguay remporte la médaille d'or mais lui ne dispute pas de match lors du tournoi olympique.

## Palmarès
Uruguay
- Championnat sud-américain (2) :
  - Vainqueur : 1923 et 1924.

- Jeux olympiques (1) :
  -  Or : 1924.